# Jean-Pierre Pagis
Pour les articles homonymes, voir Pagis.
Jean-Pierre Pagis, né le 16 juillet 1835 à Pleaux et mort le 19 novembre 1908 à Chaussenac, est un évêque français, du diocèse de Tarentaise puis de celui de Verdun.

## Biographie
Jean-Pierre Pagis est le fils d'un bourrelier. Après le petit séminaire de Pleaux, il poursuit ses études de théologie au grand séminaire de Saint-Flour. Il est ordonné prêtre en 1860. De 1860 à 1872, il enseigne la philosophie au petit séminaire de Pleaux. En 1873, il est nommé curé de Chaussenac. En 1878, il est promu curé-doyen à Salers. Dans cette paroisse, il entreprend la reconstruction de la chapelle Notre-Dame de Lorette.
Il devient évêque de Tarentaise en 1882. En cette qualité et afin de lutter contre l'enseignement laïc, il renforce l'enseignement au petit séminaire de Moûtiers afin que les élèves préparent le baccalauréat.
Jean-Pierre Pagis termine son parcours ecclésiastique en tant qu'évêque de Verdun, ministère qu'il exerce de 1889 à 1901. En 1891, il entreprend une campagne afin de faire élever un monument national en l'honneur de Jeanne d'Arc à Vaucouleurs et se heurte à l'hostilité d'une partie des autorités défendant une localisation à Domrémy. Le projet n'aboutit pas. Au sein de l'épiscopat français, Jean-Pierre Pagis fait partie de la minorité des évêques modérés par rapport à la République : « la société moderne peut garder certains acquis de la révolution française, le développement des libertés publiques, l'abolition des privilèges, l'égalité devant la loi, la possibilité pour le peuple de désigner ses représentants. La France peut maintenir toutes ces nouveautés. Il est possible de conserver le régime républicain car la forme du régime politique n'a pas d'importance. Mais on ne peut construire une société sans clef de voûte ; cette clef de voûte c'est Dieu. »
En 1901, son état de santé ne lui permettant plus d'assurer sa mission, il se retire à Chaussenac et il y meurt en 1908. Ses obsèques ont lieu le 21 novembre à Pleaux, sa commune de naissance.

## Publications
Panégyrique de saint François de Sales, prononcé dans la cathédrale d'Annecy le 8 février 1884, Moutiers, impr. de Cane sœurs, 37 p. lire en ligne sur Gallica
Sidi-Brahim, lettre de monseigneur Pagis, adressée à M. le curé de la paroisse Saint-Jean-Baptiste du Faubourg, à l'occasion du service funèbre célébré le 27 août 1889, Verdun, Impr. de Renvé-Lallement lire en ligne sur Gallica
Jeanne d'Arc, sa mission, son culte. Lettre-préface de Mgr Pagis, discours et notices de prélats de l'église de France, Paris, 1893,
ed? E. Dentu, 139 p.